# Fabio Battesini
Fabio Battesini (* 19. Februar 1912 in Virgilio; † 17. Juni 1987 in Rom) war ein italienischer Radrennfahrer und nationaler Meister im Radsport.

## Sportliche Laufbahn
Battesini war im Straßenradsport und im Bahnradsport aktiv. Von 1930 bis 1946 war er Unabhängiger und Berufsfahrer. Er gewann 1930 die Eintagesrennen Coppa del Grande und Coppa d’Inverno, 1933 Milano–Mantova, 1935 und 1938 das Critérium des As, 1935 den Giro della Provincia Milano sowie 1938 Coppa España.
Seine bedeutendsten Erfolge als Radprofi waren 1931 der Gewinn der 3. Etappe der Tour de France sowie der Sieg auf der 3. Etappe des Giro d’Italia 1932, auf der 4. Etappe des Giro d’Italia 1936 und auf der 15. Etappe des Giro d’Italia 1934. 1934 holte er auch einen Etappensieg im Giro della Tripolitania.
Zweiter wurde Battesini 1931 in der nationalen Straßenmeisterschaft hinter Learco Guerra und 1934 im Giro della Tripolitania. Dritter wurde er 1930 im Giro del Piemonte, in der Coppa Bernocchi, in der Coppa Crespi und bei Predappio–Rom, 1931 im Critérium des As und bei Predappio–Rom. In den Rennen der Monumente des Radsports war der 4. Platz im Rennen Mailand–Sanremo 1931 sein bestes Resultat.
Im Profirennen der Straßenradsport-Weltmeisterschaften 1931 wurde er Vierter.
Am 11. Oktober 1929 stellte er im Velodrome in Mailand mit 42,029 Kilometern einen neuen Stundenweltrekord für Amateure auf. 1937 fuhr er zwei neue Weltrekorde über 1000 und 5000 Meter. Battesini war ein enger Freund von Learco Guerra. Elfmal bestritt er Grand Tours.

## Grand-Tour-Platzierungen
| Grand Tour            | 1930 | 1931 | 1932 | 1933 | 1934 | 1935 | 1936 | 1937 | 1938 |
| --------------------- | ---- | ---- | ---- | ---- | ---- | ---- | ---- | ---- | ---- |
| Vuelta a EspañaVuelta | –    | –    | –    | –    | –    | –    | –    | –    | –    |
| Giro d’ItaliaGiro     | 17   | DNF  | 33   | DNF  | 22   | –DNF | 42   | DNF  | DNF  |
| Tour de FranceTour    | –    | 30   | –    | DNF  | –    | –    | –    | –    | –    |

Auf der Bahn gewann er den nationalen Titel im Steherrennen 1943 und 1945. 1939 war er Vizemeister in der Einerverfolgung geworden, 1937 im Sprint.